# باتريك جونستون
باتريك جونستون هو سياسي كندي، ولد في 26 يوليو 1949.